# 145th Street (Eighth Avenue Line)
145th Street is een station van de metro van New York aan de Eighth Avenue Line in de wijk Harlem in het stadsdeel Manhattan. De lijnen  maken gebruik van dit station.
 ·  ·  ·  ·  ·  ·  ·  ·  · 